# Musée Thomas-Henry
Le musée Thomas-Henry est situé à Cherbourg-en-Cotentin. Il compte environ trois cent œuvres, principalement des peintures datant des XVe au XIXe siècles. C'est le troisième musée de beaux-arts de Normandie au regard de l'importance de ses collections.

## Histoire
Il a été constitué après une série de donations anonymes à la ville échelonnées entre 1831 et 1835. Il s’avéra par la suite que ces donations étaient le fait de Thomas Henry, marchand d'art, commissaire expert des musées royaux sous la Restauration. Ayant perdu ses deux fils, il voulait permettre l'éducation à l'art des jeunes générations cherbourgeoises. Ce dont profita Jean-François Millet dès l'inauguration, débutant en copiant les toiles du musée.
En 1835, un musée fut constitué à partir de ces 163 premières peintures, dont les œuvres des primitifs comme Fra Angelico (La Conversion de saint Augustin) et Filippino Lippi (Mise au tombeau). Le fonds fut complété par la suite de dons d’autres Cherbourgeois, dont ceux du capitaine Troude (1844), d'Armand Le Véel, sculpteur et conservateur du musée, et la donation d'œuvre de Millet par la famille Ono (1915).
À partir de 1965, la ville décide de compléter les dons privés et les envois de l'État par des acquisitions, en faveur du fonds Millet.
Initialement hébergée dans deux salles de l'hôtel de ville, la collection du musée a pris place en 1983 dans le centre culturel nouvellement créé (aujourd'hui nommé le Quasar), à l'emplacement des anciennes halles à grain de la ville.
Le musée a accueilli 30 554 visiteurs en 2009 contre 18 957 visiteurs en 2007.
Après une fermeture pour travaux en mars 2012, le musée rénové a rouvert ses portes le 19 mars 2016.

## Collection
La collection du musée couvre un large domaine, ce qui lui a valu le surnom de « Petit Louvre »[réf. souhaitée]. Parmi les œuvres les plus importantes, on citera en particulier :
- des primitifs italiens, dont Fra Angelico (La Conversion de saint Augustin) ;
- des peintres italiens de la Renaissance jusqu'au XVIIIe siècle dont Filippino Lippi (Mise au tombeau), Sebastiano Mainardi, Domenico Puligo, Jacopo Bassano, Lavinia Fontana, Palma le Jeune, Francesco Furini, Bartolomeo Schedoni, Carlo Saraceni, Francesco Solimena, Giovanni Paolo Panini ;

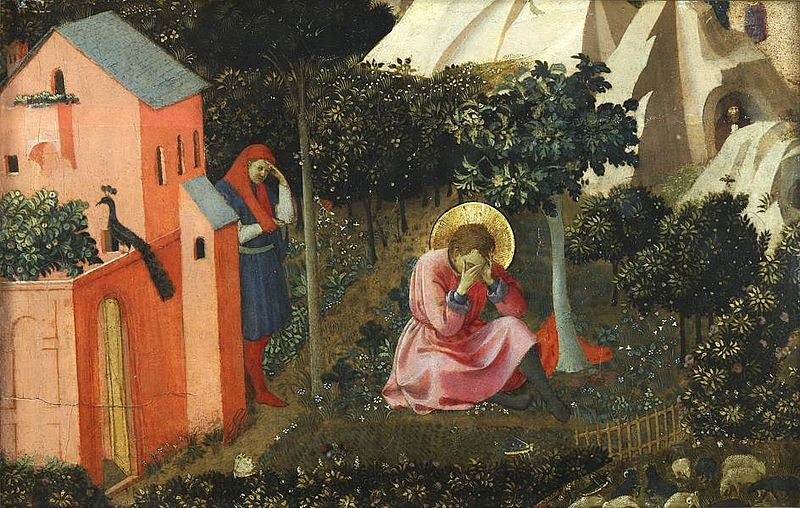
Fra Angelico, La Conversion de saint Augustin.
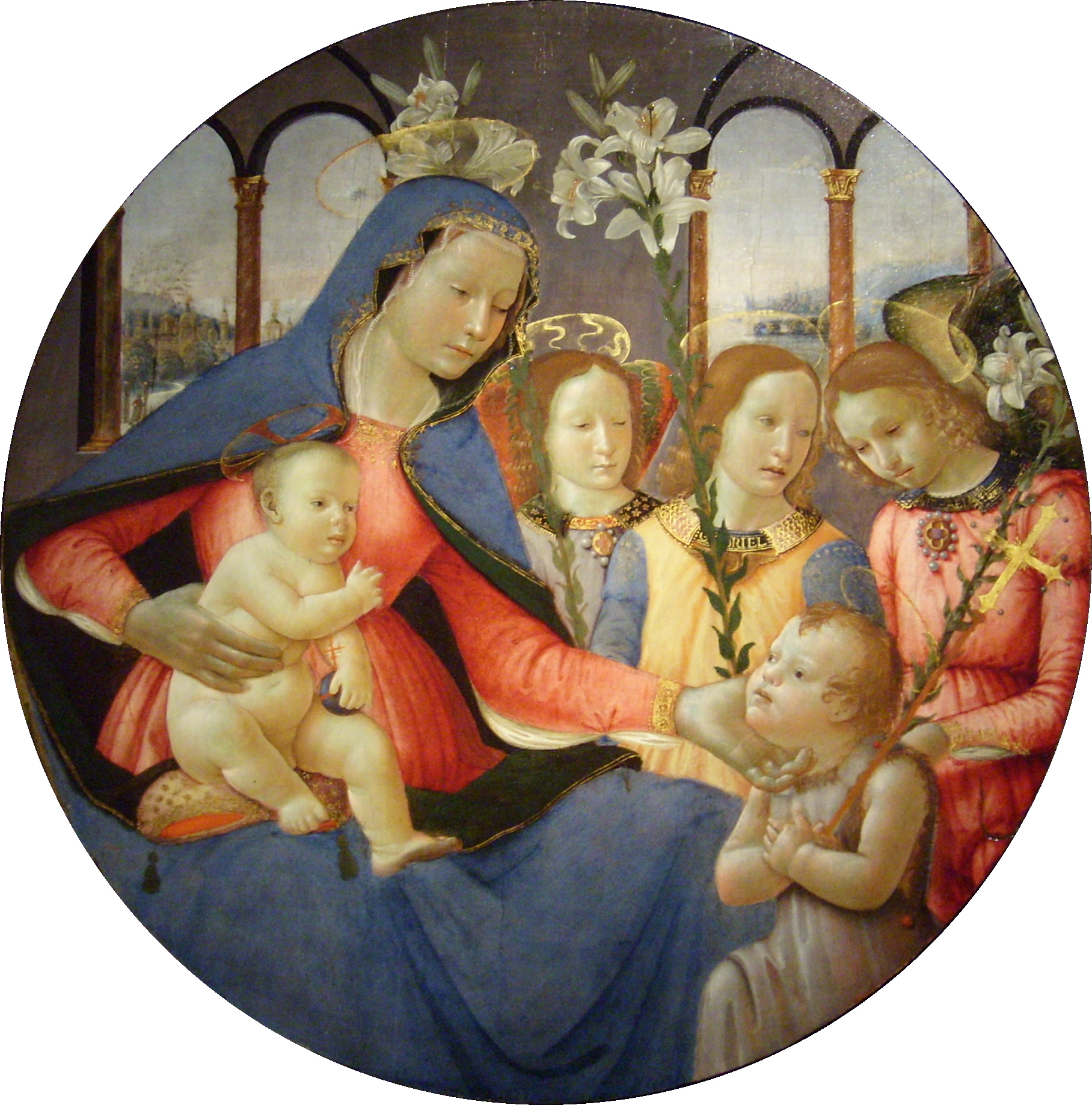
Sebastiano Mainardi, La Vierge à l'enfant avec saint Jean Baptiste et les trois anges.

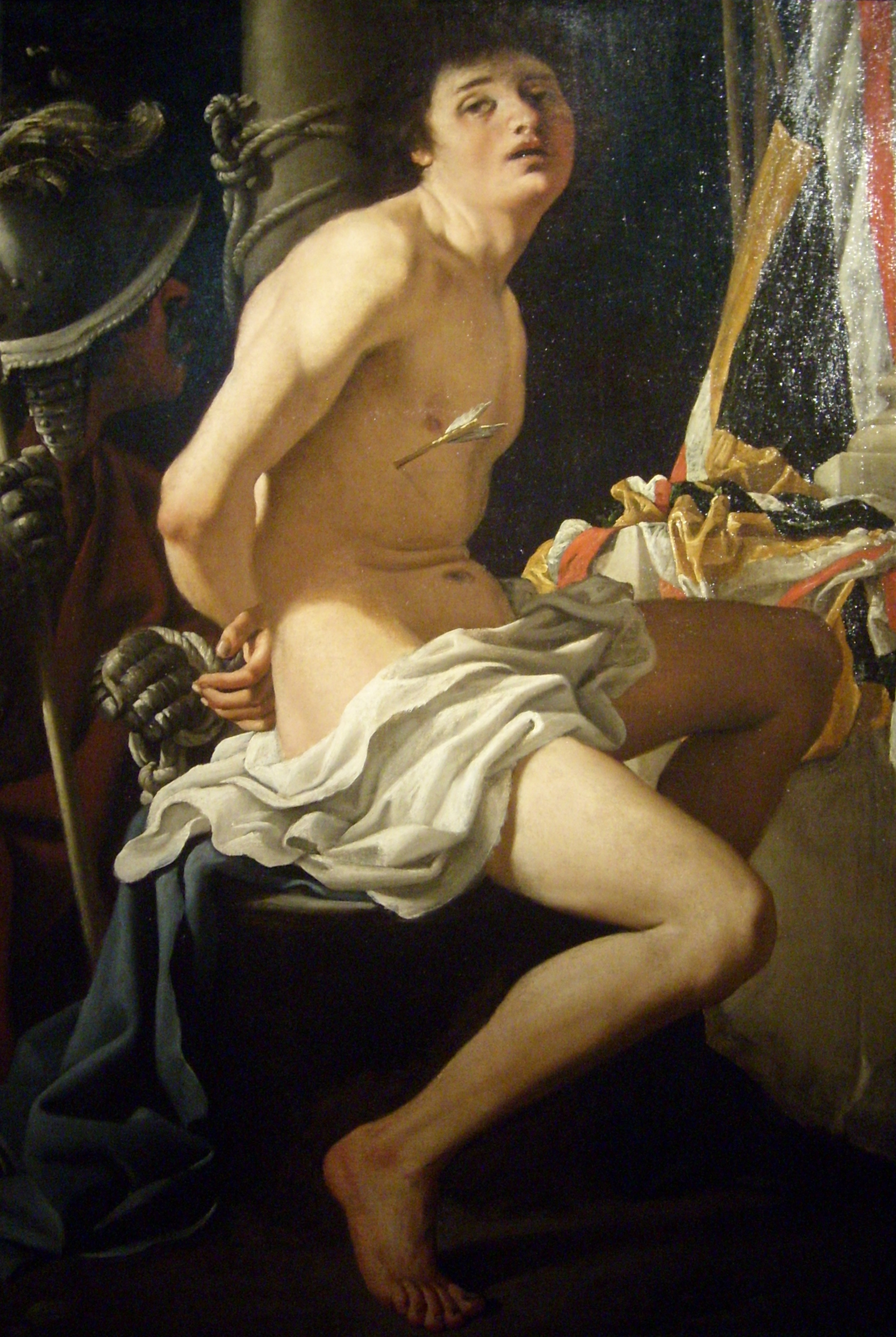
Bartolomeo Schedoni, Martyre de saint Sébastien.
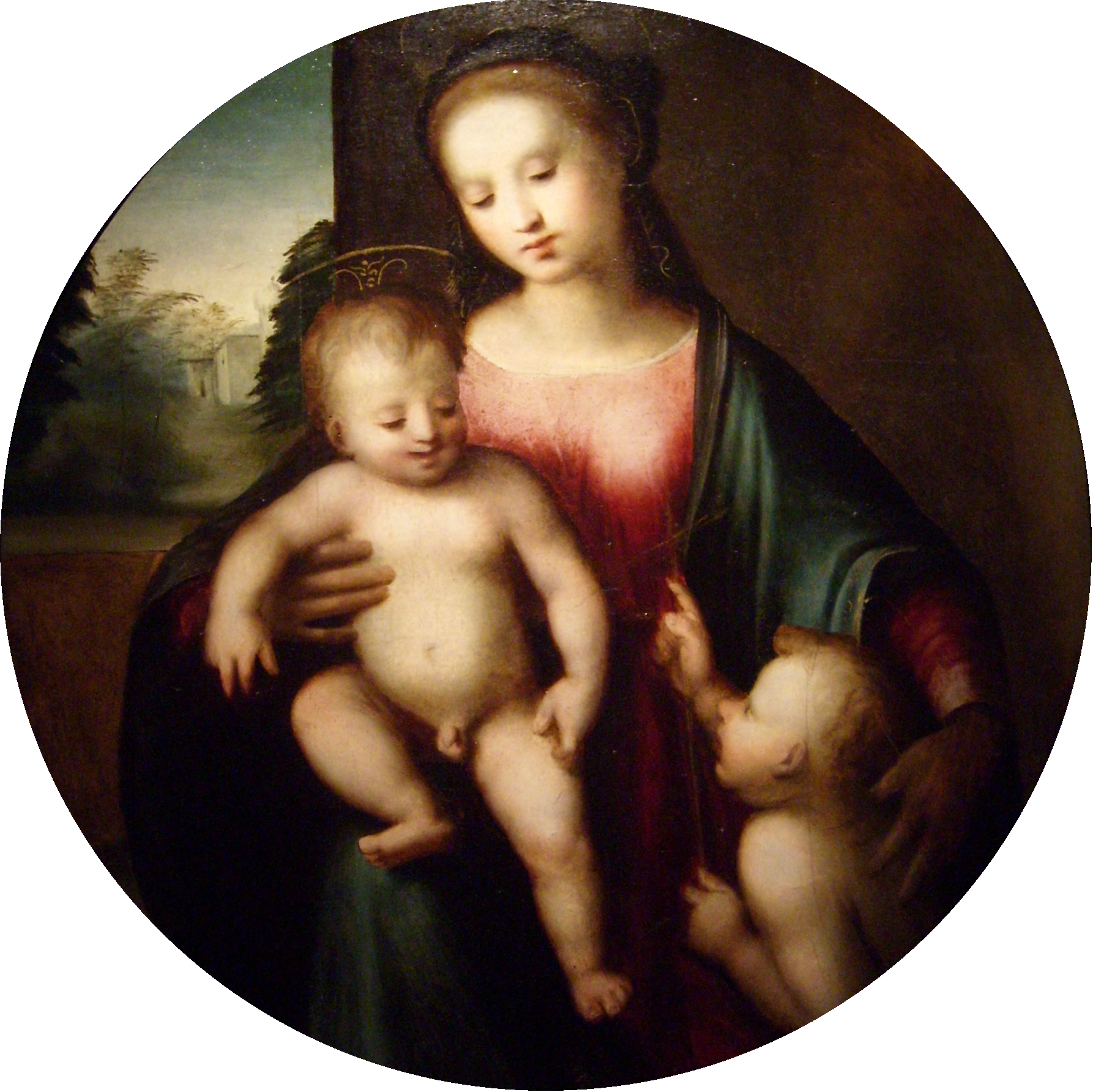
Domenico Puligo, Vierge à l'enfant avec saint Jean Baptiste.
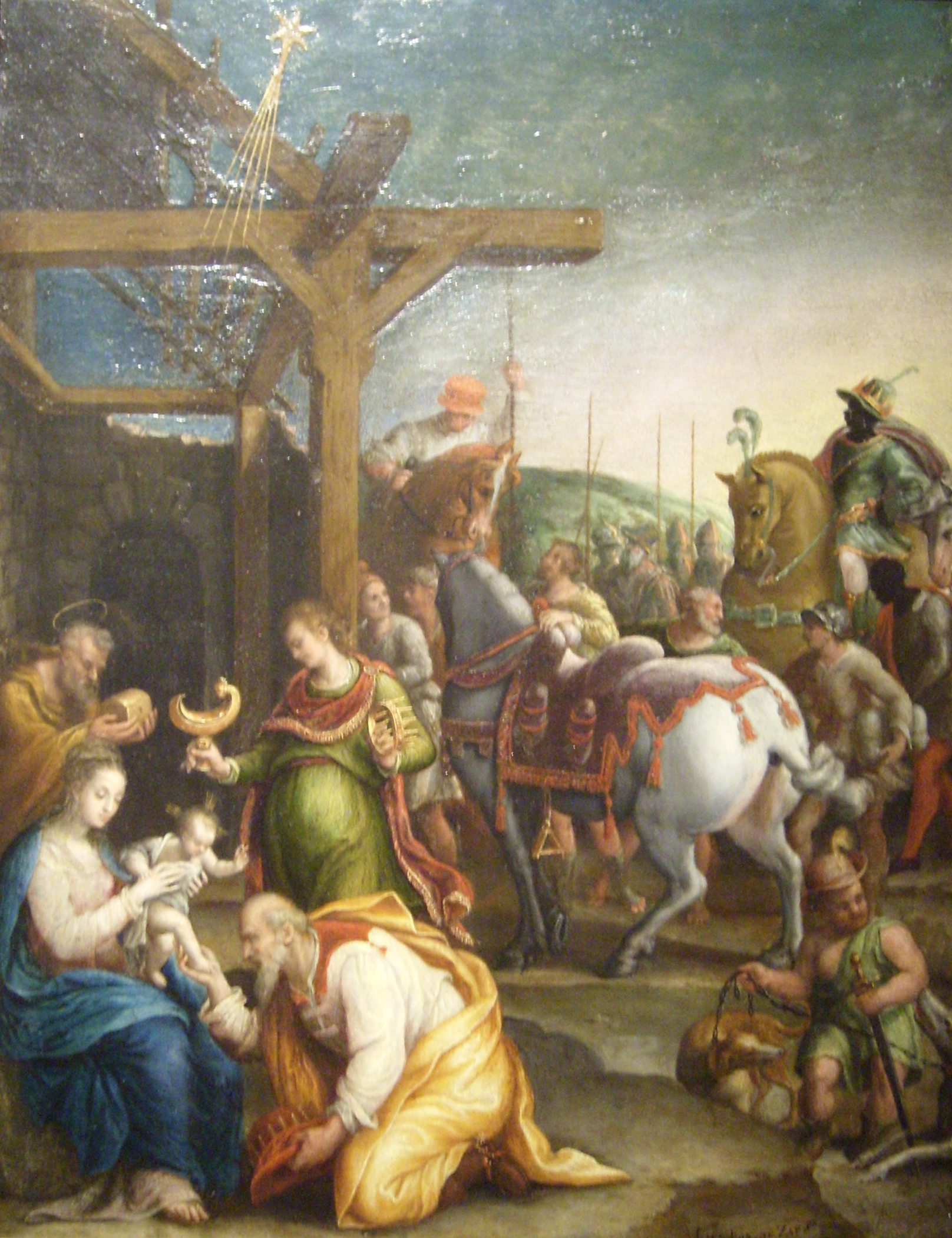
Lavinia Fontana, Adoration des mages (1590).

- des Flamands et des Hollandais, avec Paul Bril, Jacob Jordaens (Adoration des Mages), Frans II Francken, Pieter van Mol, Willem van Aelst, Jan van Kessel, Jacob van Loo, Jan Frans van Bloemen, Melchior d'Hondecoeter, Rachel Ruysch, Gérard de Lairesse, Brueghel et Hendrick van Balen ;
- des peintres espagnols du XVIIe siècle avec Bartolomé Esteban Murillo (Le Christ au Calvaire) et Francisco de Herrera le Vieux ;
- des peintres français, des XVII, parmi lesquels Nicolas Poussin (Pietà), Philippe de Champaigne, Louis Licherie, Eustache Le Sueur, Simon Vouet, Jacques Stella, Charles de La Fosse, Hyacinthe Rigaud, Nicolas de Largillierre, Adam Frans van der Meulen, Jean-Baptiste Oudry, Pierre Subleyras, Jean Siméon Chardin, Jean-Baptiste Greuze, Joseph Vernet, Hubert Robert, Pierre Révoil et Jacques Louis David.

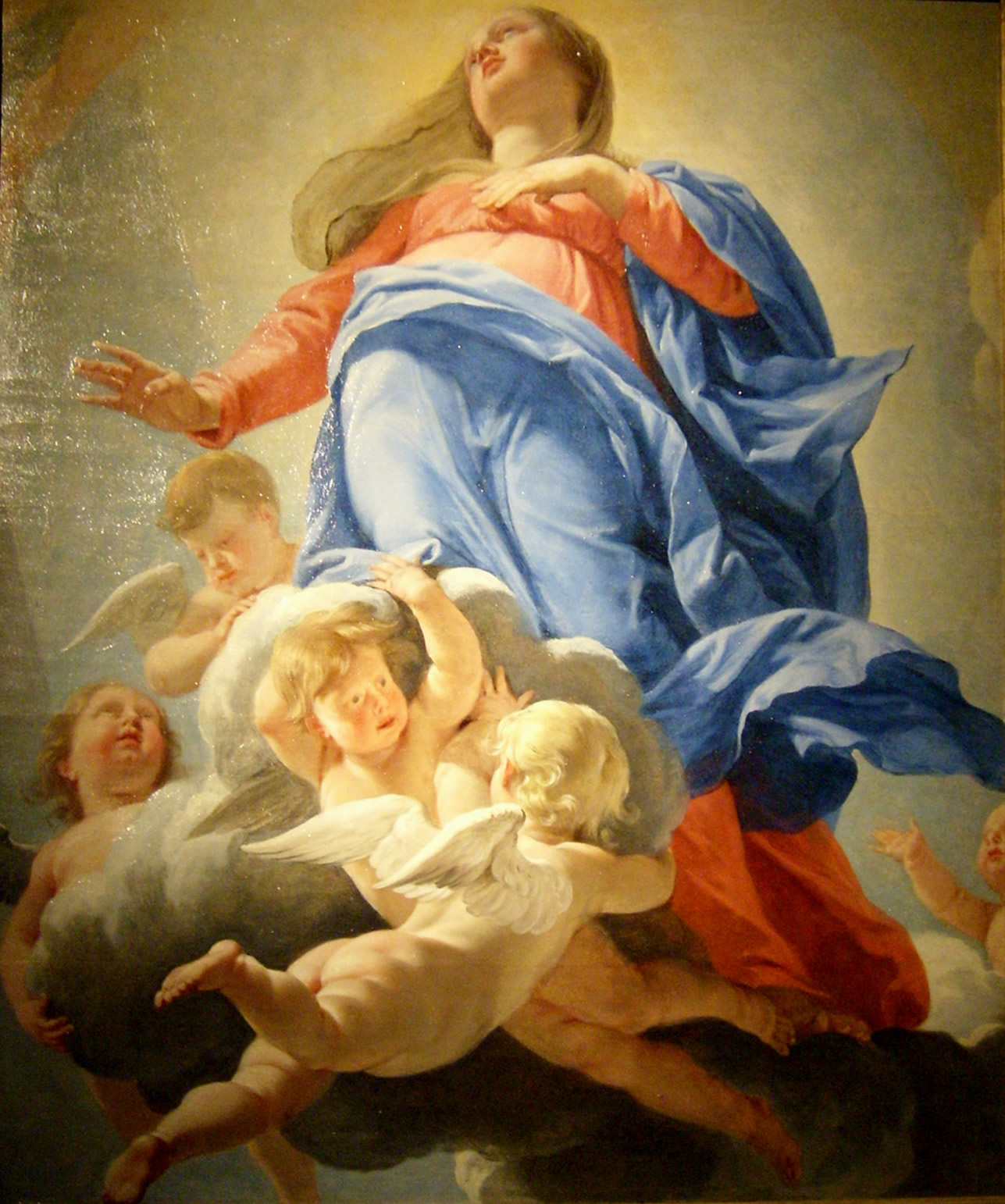
Philippe de Champaigne, Assomption de la Vierge (1643).
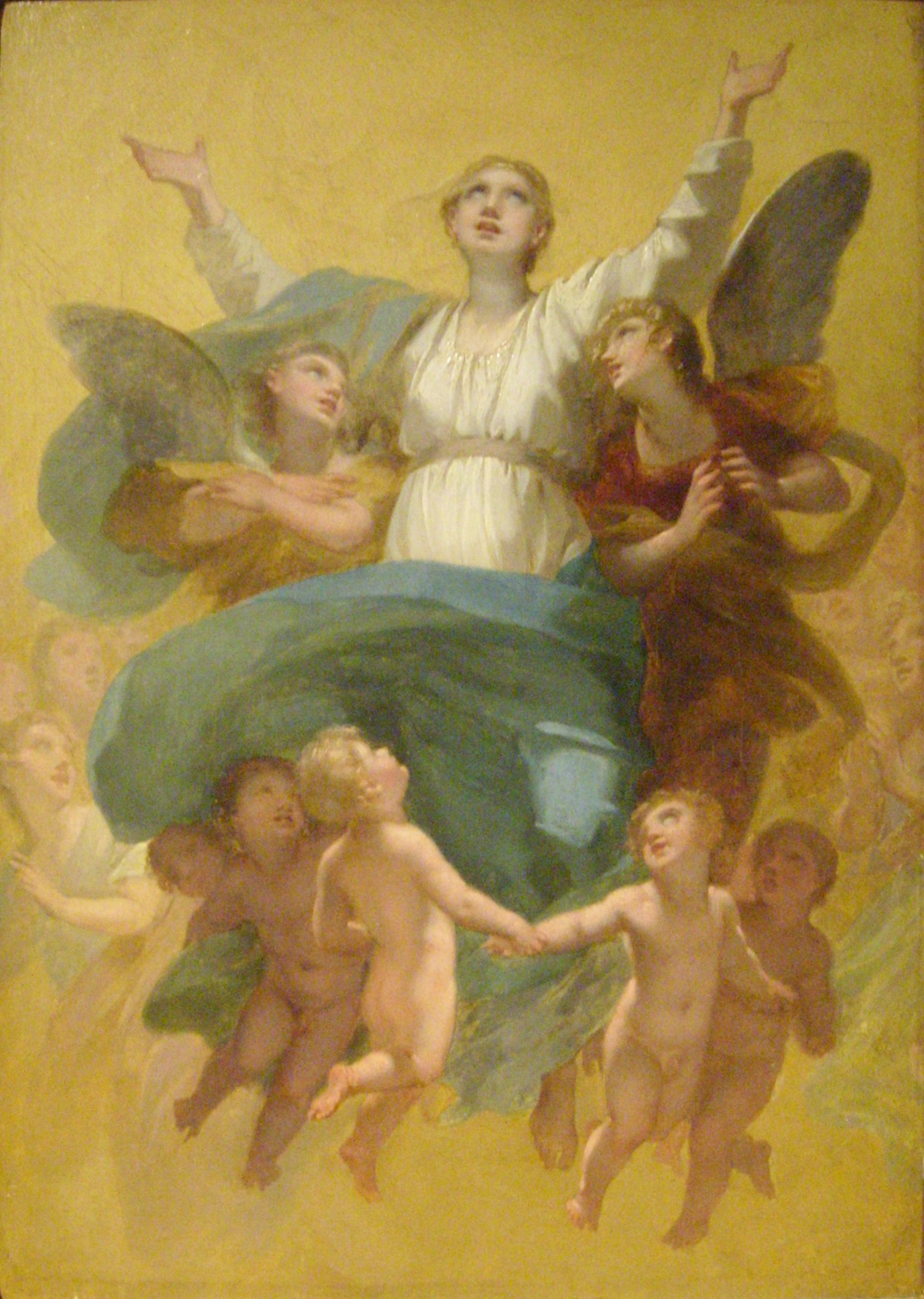
Pierre-Paul Prud'hon, L'Assomption de la Vierge.
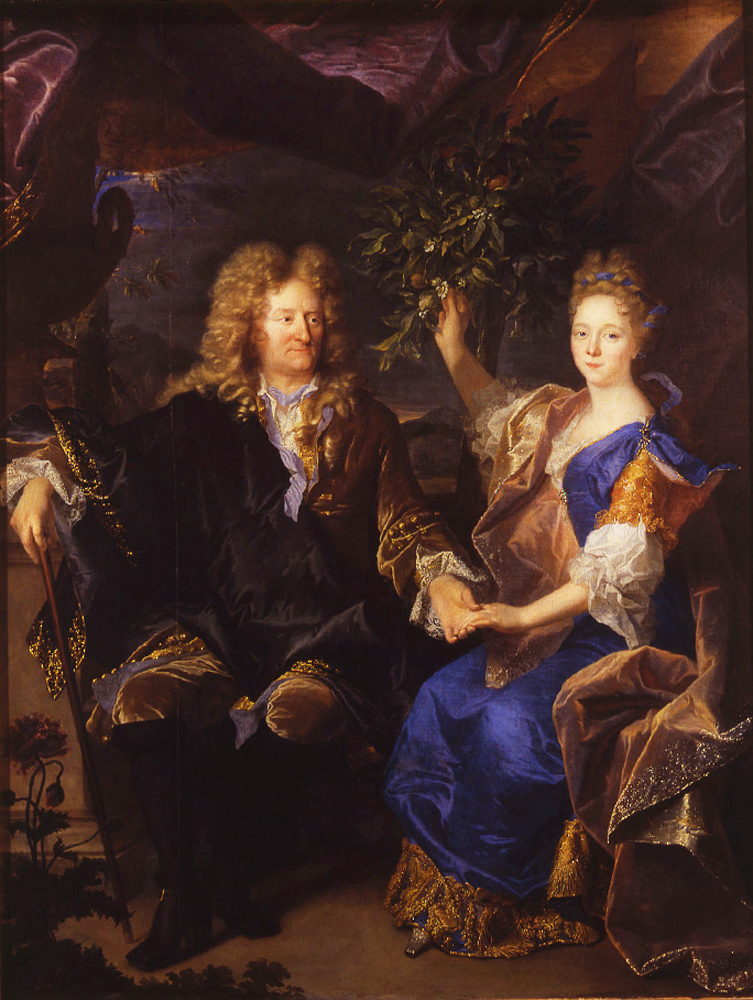
Hyacinthe Rigaud, Le comte Jan Andrzej Morsztyn et sa fille.
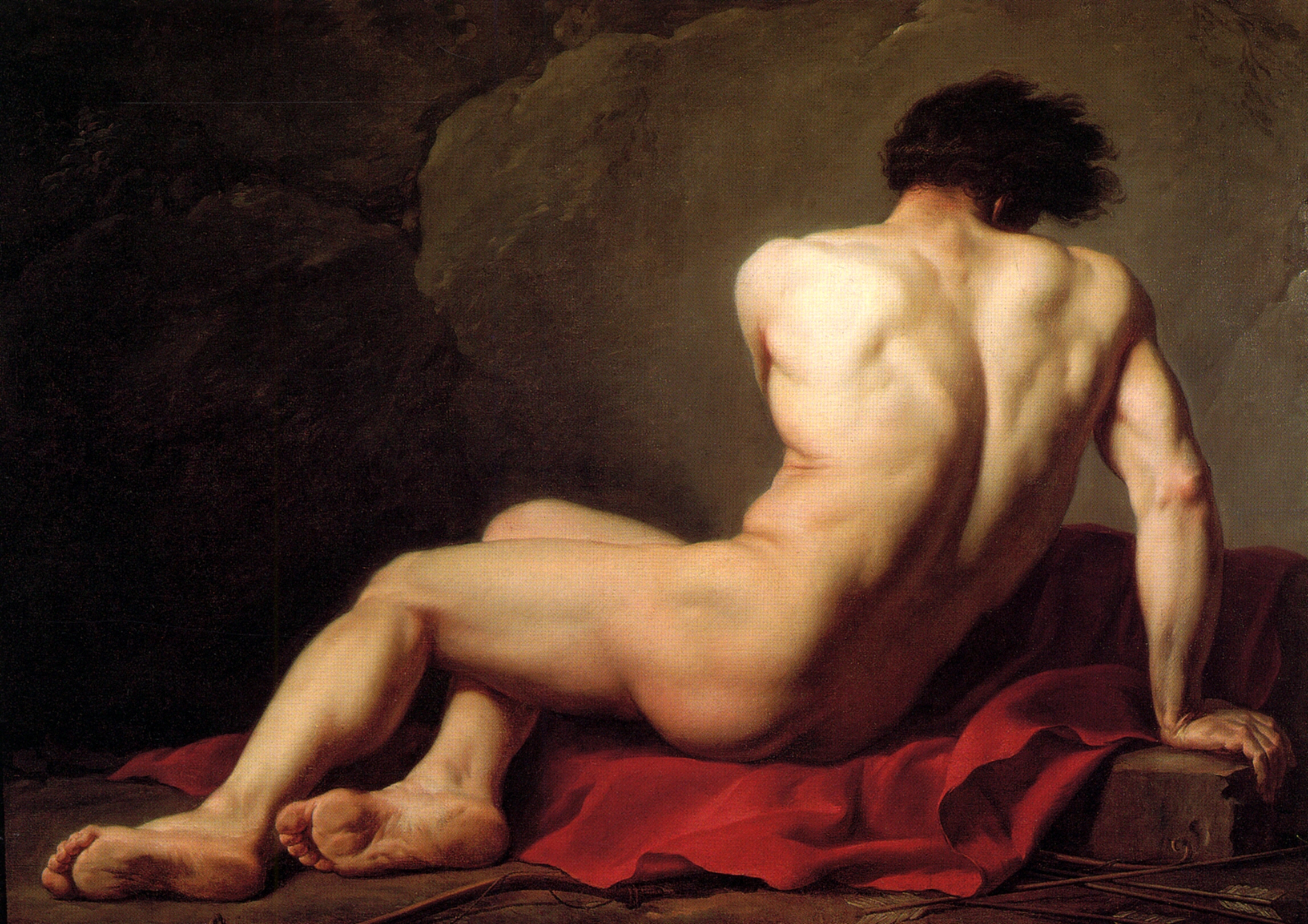
Jacques-Louis David, Académie d'homme, anciennement Patrocle (1780).

- la deuxième plus importante collection de peintures et dessins de Jean-François Millet en France, après celle du musée d'Orsay ;

Peintures de Jean-François Millet
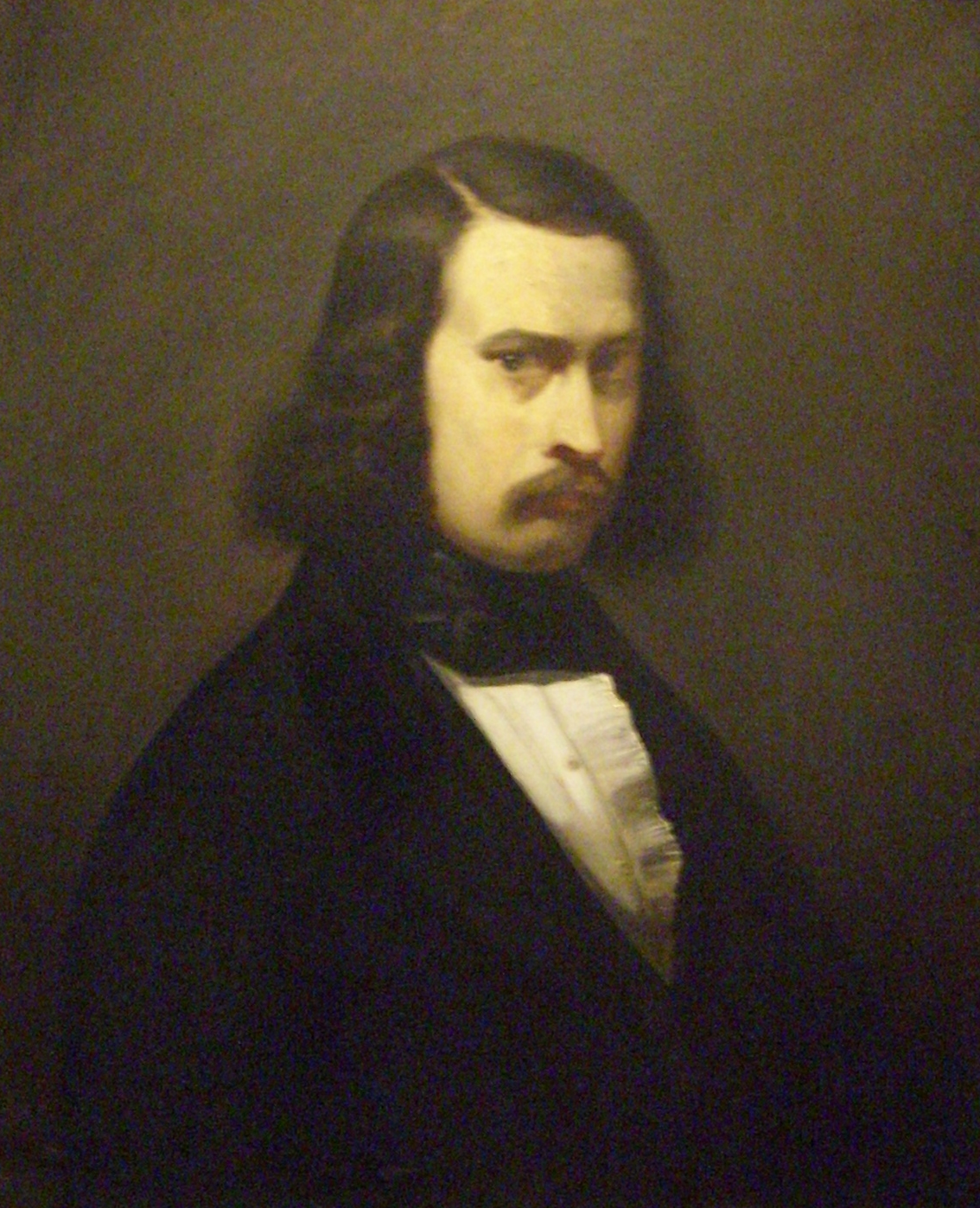
Autoportrait, 1841.
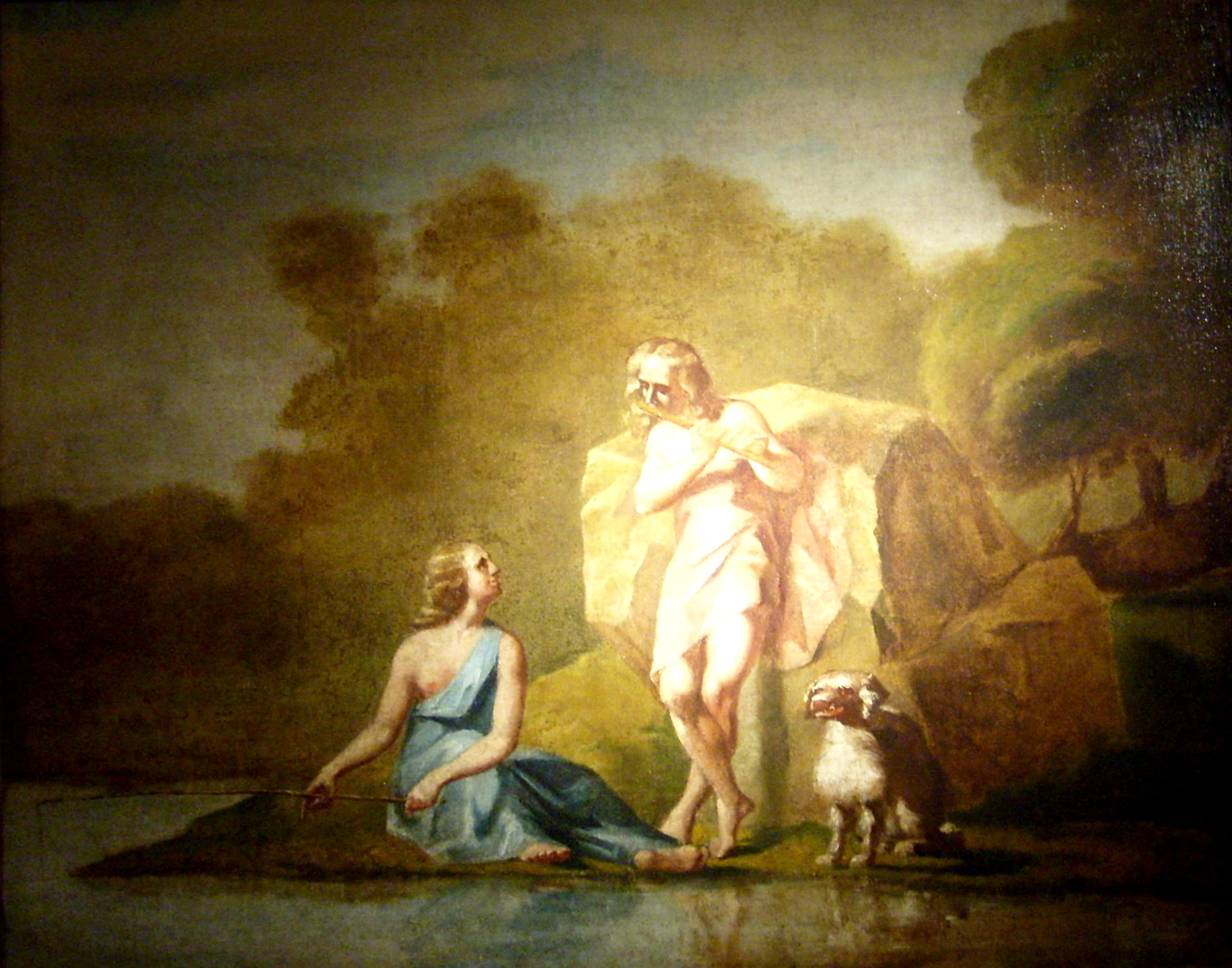
Bergers d'Arcadie, 1842-1843.
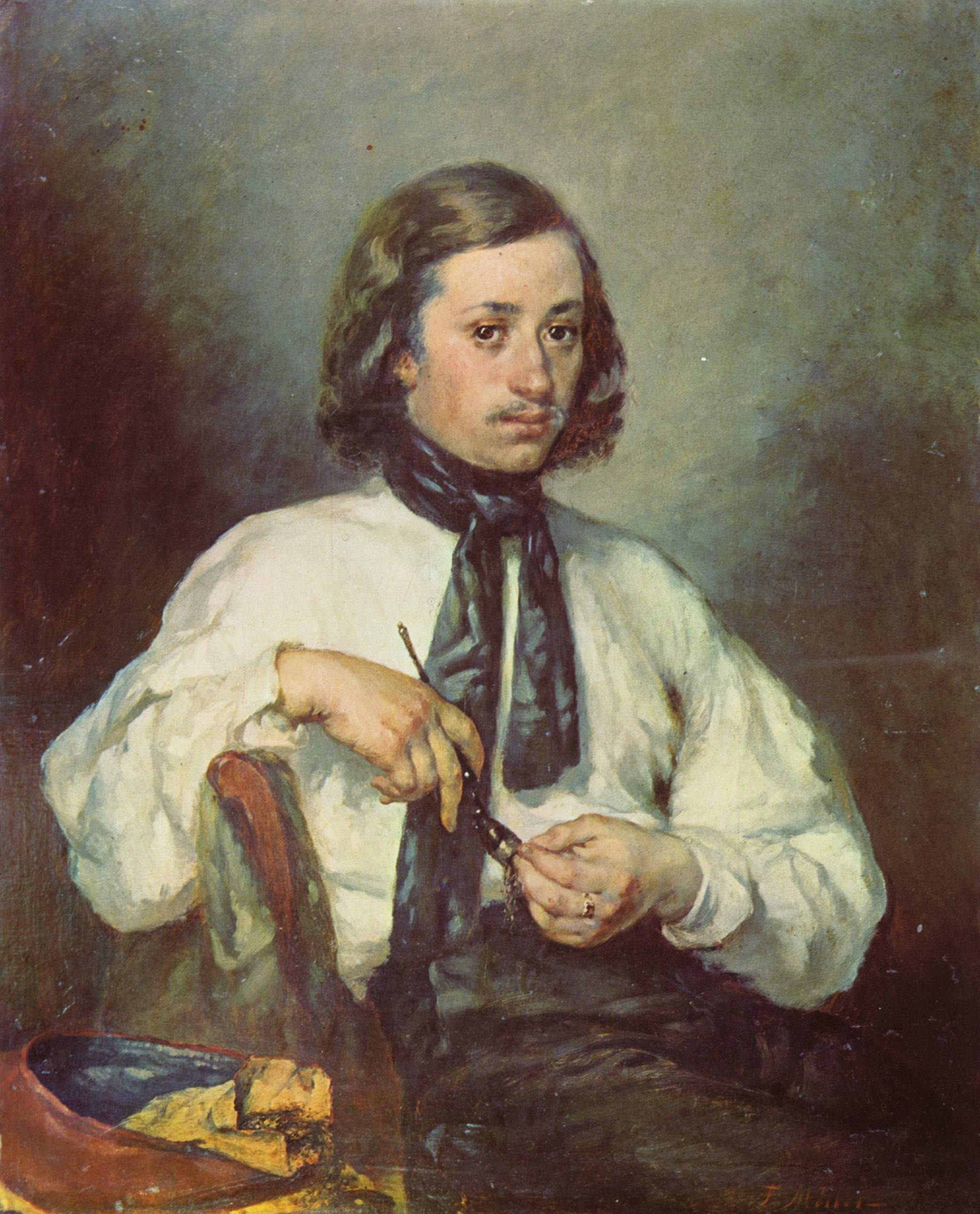
Portrait d'Armand Ono, 1843.
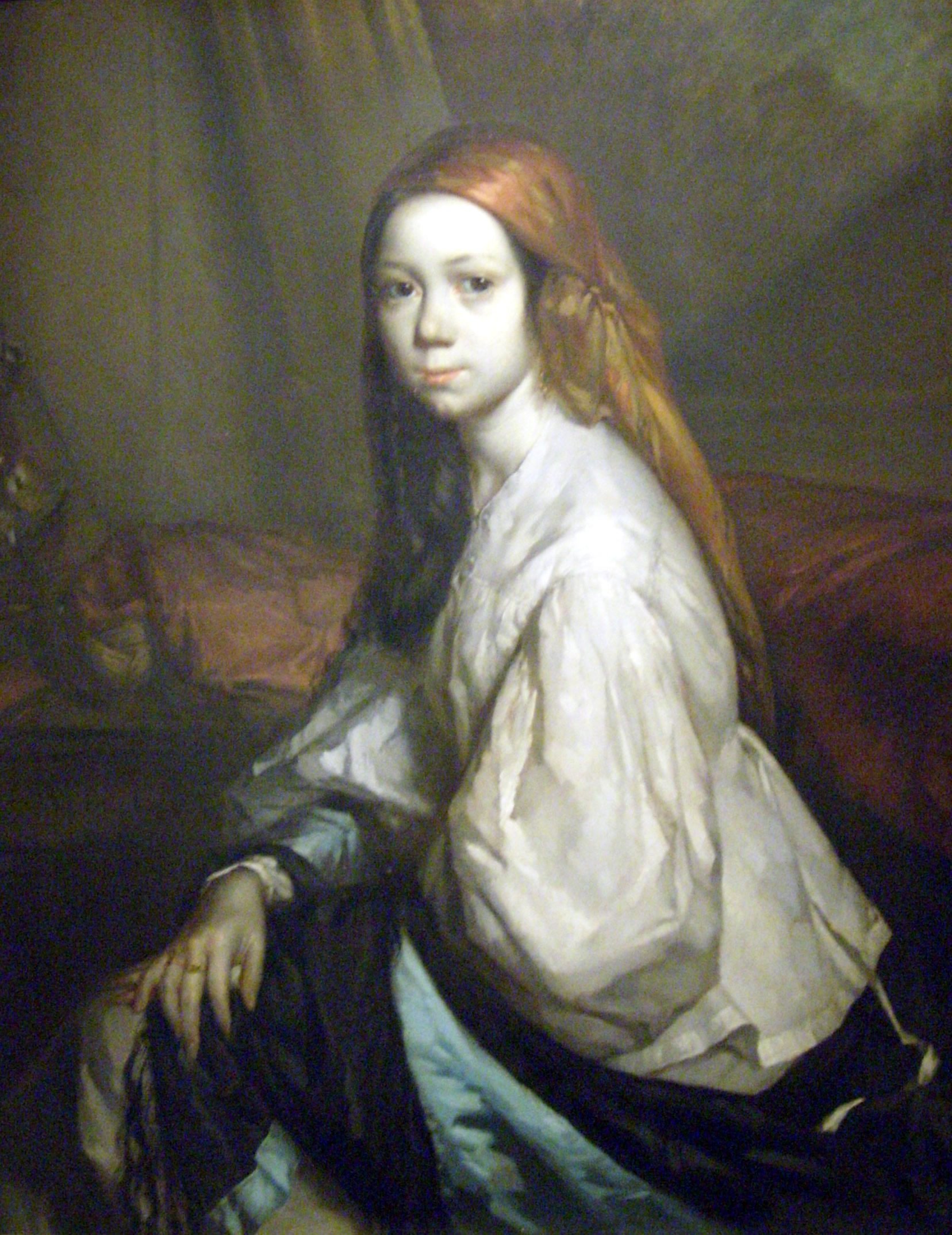
Pauline Ono en déshabillé, 1843-1844.
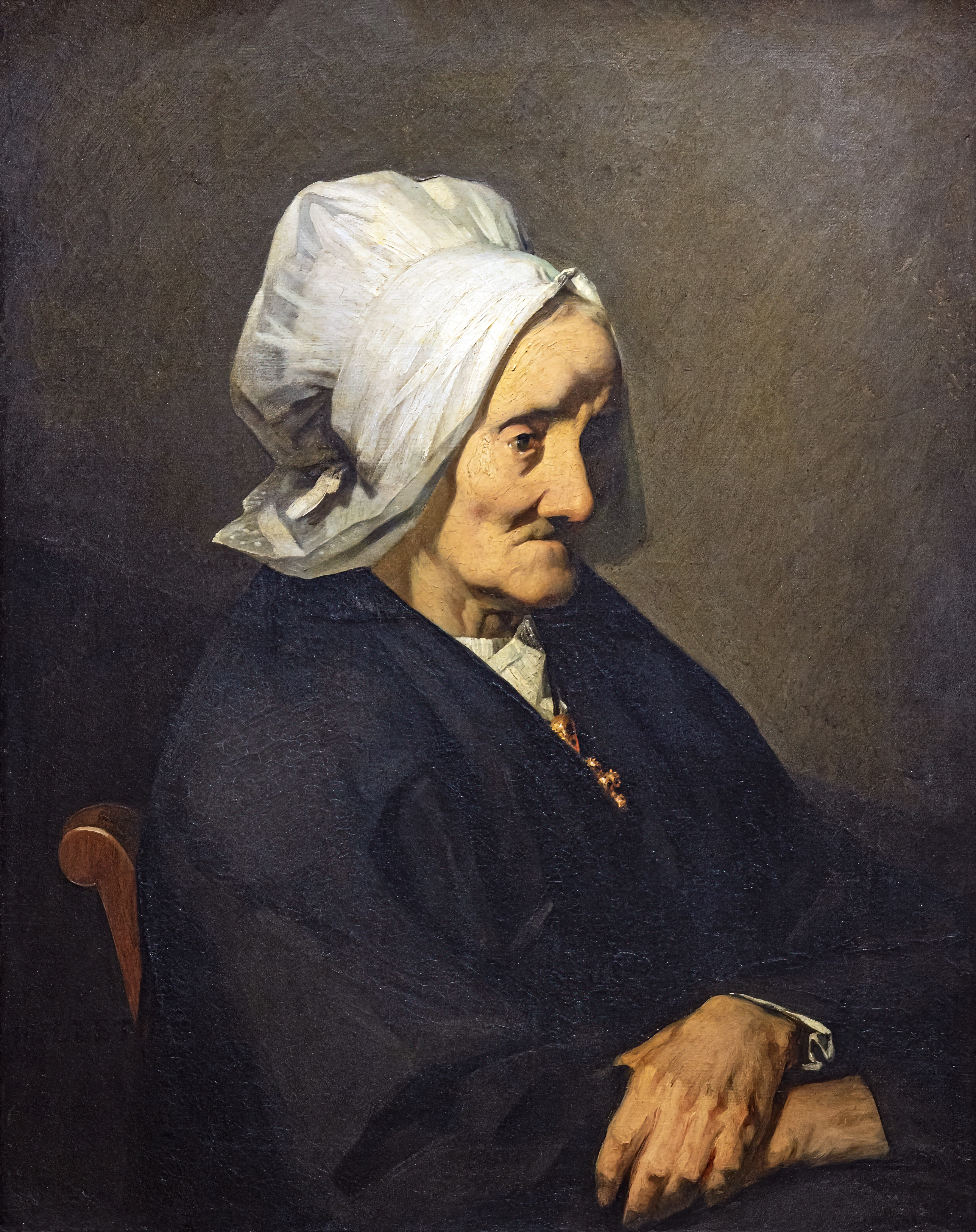
Portrait de la veuve Roumy, 1842.

- de nombreuses peintures de Guillaume Fouace, sculptures d'Armand Le Véel, et œuvres d'artistes du Nord-Cotentin ou le représentant (dont Gatteville par Paul Signac), et d'autres peintures françaises du XIXe siècle avec Théodore Rousseau ou Eugène Boudin, ou encore Horace Vernet, représenté par Édith retrouvant le corps d'Harold après la bataille d'Hastings (1828).

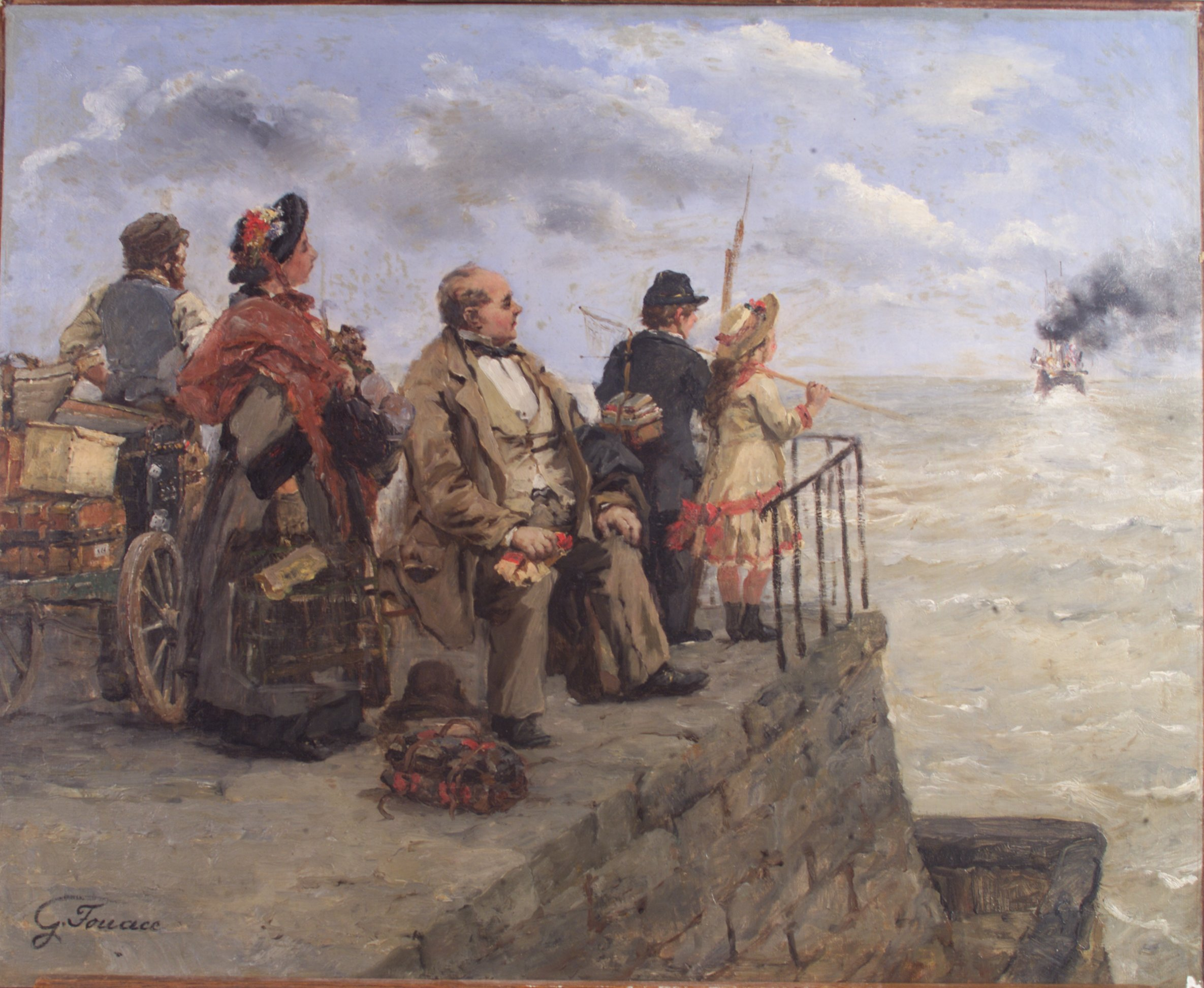
Guillaume Fouace, Le Départ pour Jersey.
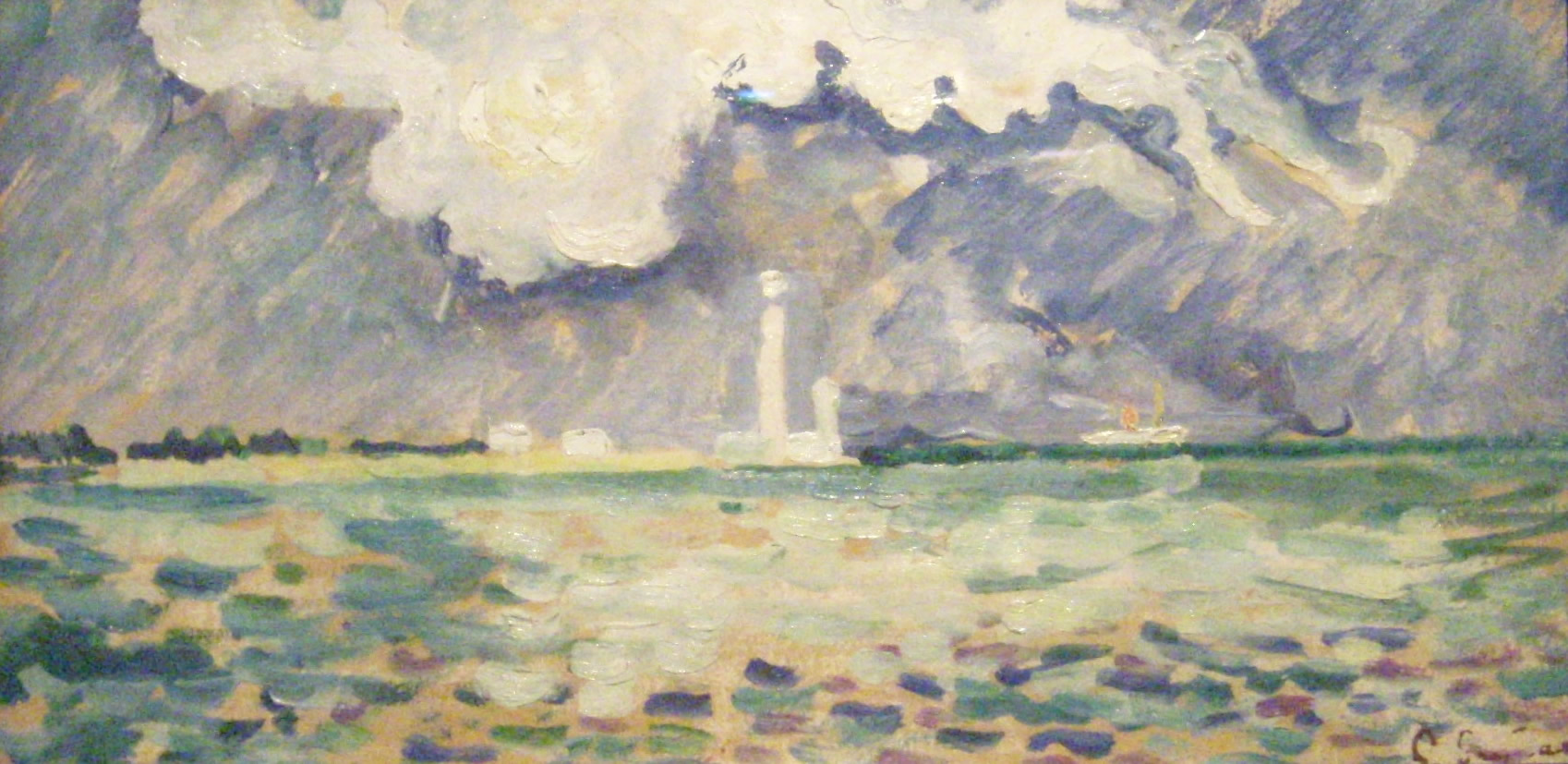
Paul Signac, Le Phare de Gatteville.
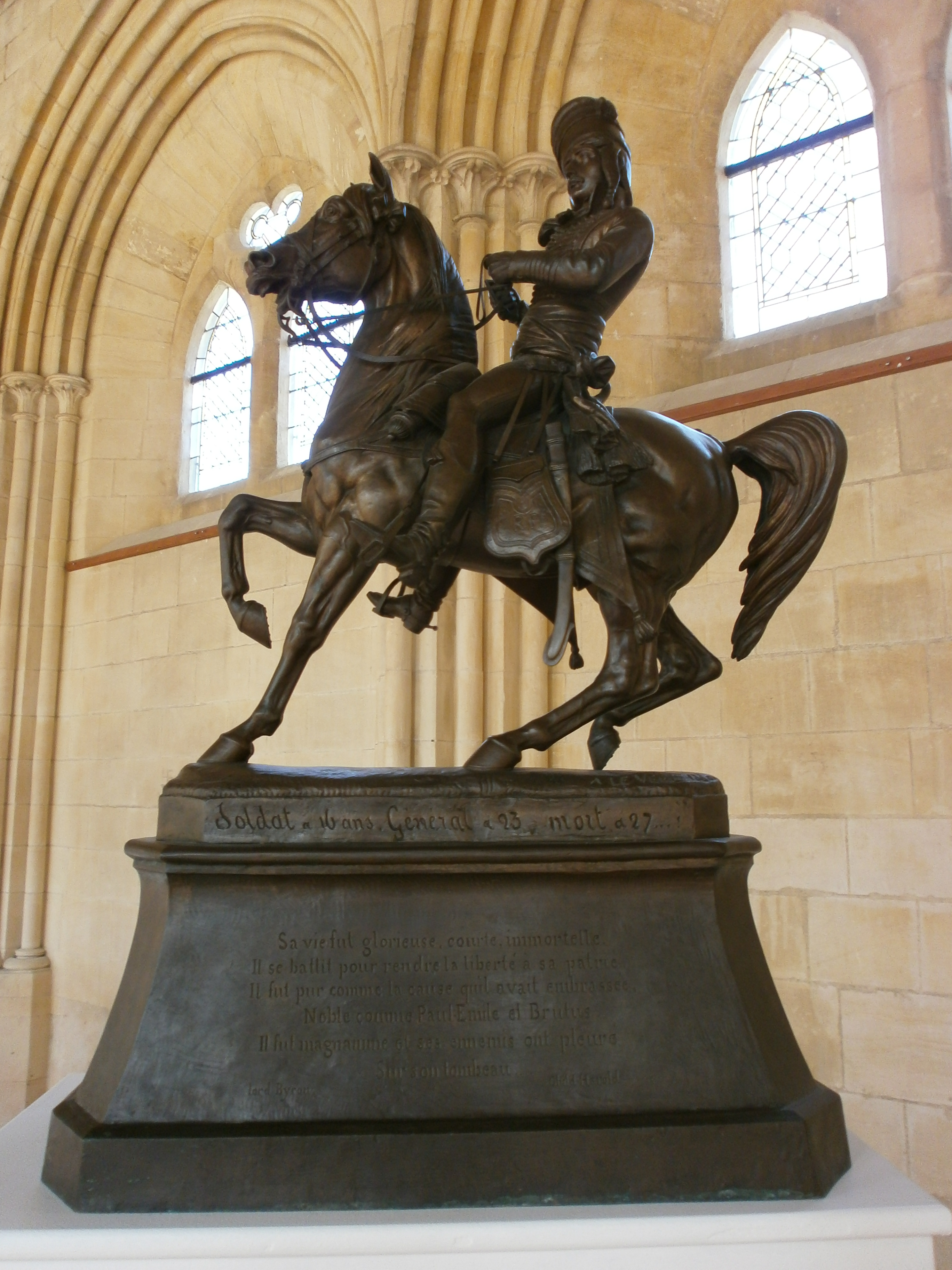
Armand Le Véel, François Marceau, dit le Général Marceau (1860).
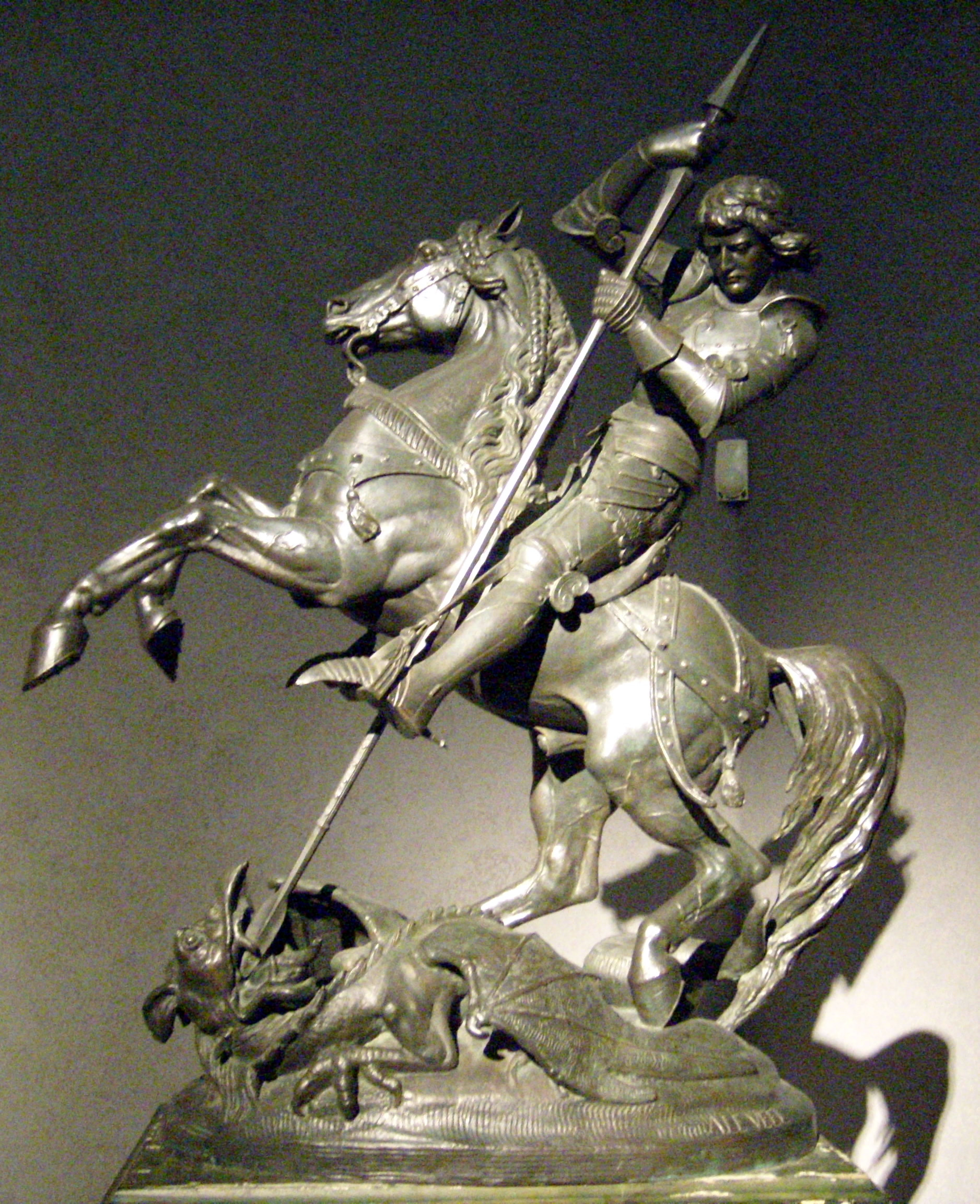
Armand Le Véel, Saint Georges terrassant le dragon (1865).
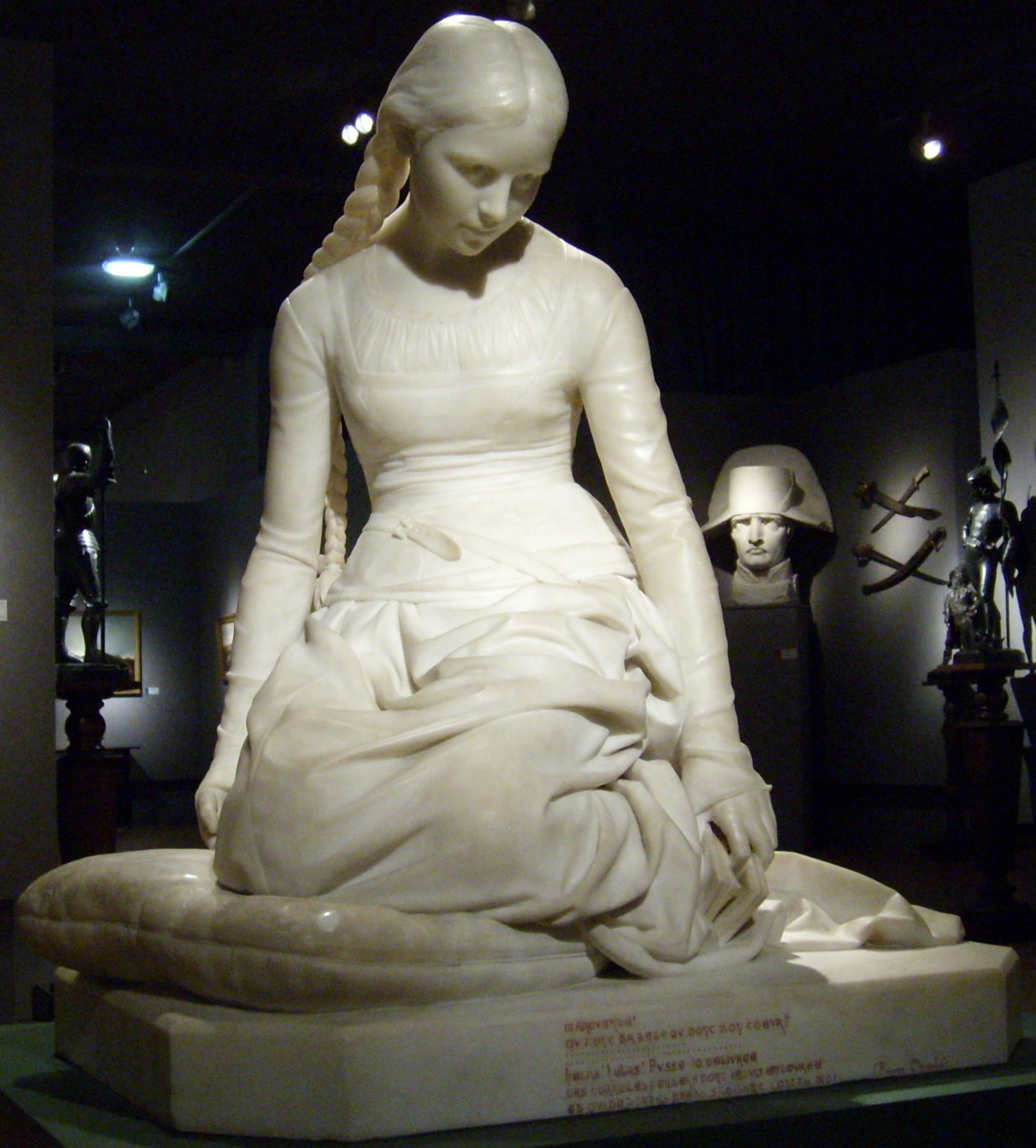
Louis Alexandre Lefèvre-Deslongchamps, Marguerite à l'église.
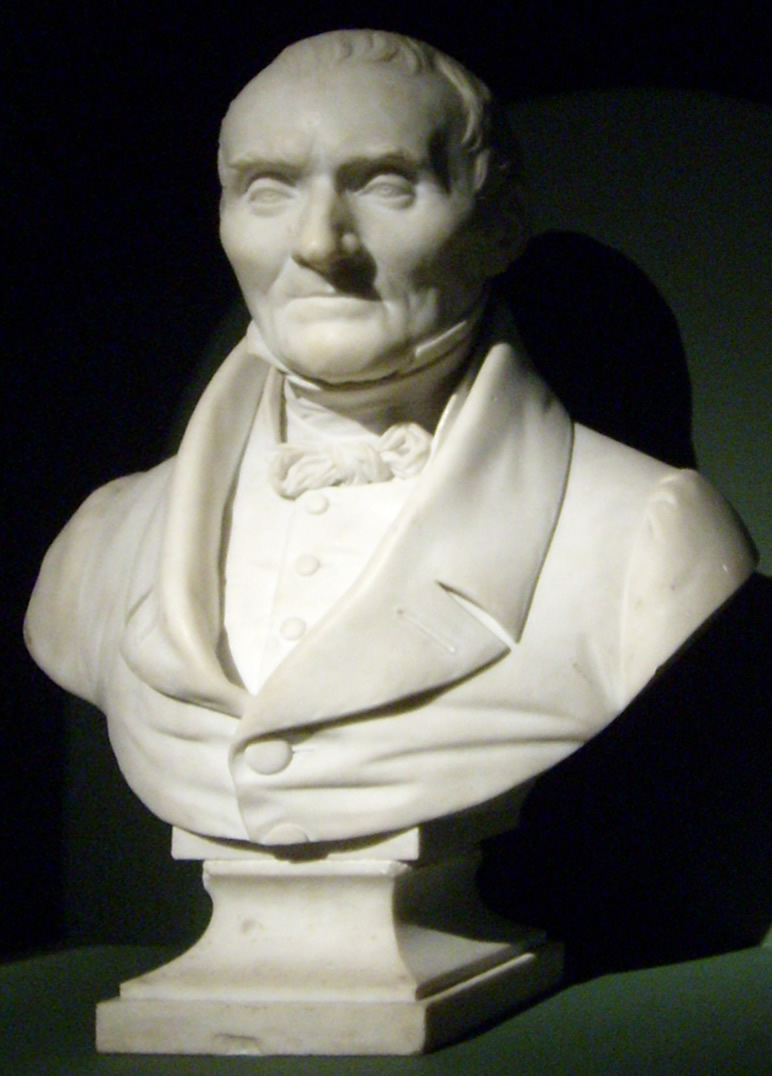
Jean-Pierre Dantan, Buste de Thomas Henry.

## Biennale du9eart
Le musée Thomas-Henry organise depuis l'an 2000 une biennale du 9e art consacrée aux travaux d'un dessinateur de bande-dessinée :
- 2000 : Enki Bilal
- 2002 : François Schuiten
- 2004 : André Juillard
- 2008 : Jacques de Loustal
- 2009 : Hugo Pratt
- 2011 : Mœbius
- 2013 : Jacques Tardi
- 2017 : Winsor McCay
- 2019 : Jack Kirby
- 2021 : Will Eisner
- 2023 : Nicolas de Crécy
- 2025 : Brecht Evens